# Cuba Austin
Cuba Austin (Charleston (West Virginia), 1906 – 1961) was een Amerikaanse jazzdrummer van de oldtime jazz en de swing.

## Biografie
Austin, die begon als tapdanser, is vooral bekend als lid van McKinney's Cotton Pickers, waarvan hij lid was vanaf 1926. Daarvoor speelde hij in McKinney's Synco Jazz Band. McKinney speelde eerder op de drums, maar nam toen steeds meer managementfuncties op zich. Af en toe is hij ook te horen als zanger op de opnamen van de Cotton Pickers. Toen de Cotton Pickers in 1931 ontbonden, formeerde Austin een van de twee opeenvolgende bands, de Original Cotton Pickers, die tot ongeveer 1934 bestond. Hij verhuisde vervolgens naar Baltimore, waar hij zakenman werd en slechts af en toe speelde in de band van de pianist Rivers Chambers. Austin nam ook op met Rex Stewart.
Gene Krupa rekende Austin, die als een van de eersten hi-hats gebruikte, tot zijn invloeden.

## Overlijden
Cuba Austin overleed in 1961 op 55-jarige leeftijd.
- Bibliothèque nationale de France: cb14151500j (data)
- International Standard Name Identifier: 0000 0000 0321 9113
- Library of Congress Control Number: no98094942
- MusicBrainz: 14e5e11b-4fdc-4df0-83ff-bf7302916011
- Virtual International Authority File: 32206520
- WorldCat: E39PBJfh3WJrD3W4jxgYX9J7HC